# روب ريجل
روبرت ألن ريجل (بالإنجليزية: Robert Allen Riggle)‏ شهير بـ روب ريجل (بالإنجليزية: Rob Riggle)‏ هو ممثل أمريكي كوميدي ولد في 21 أبريل 1970 في لويفيل - كنتاكي - الولايات المتحدة الأمريكة 

وقد خدم روب في سلاح قوات مشاة بحرية الولايات المتحدة في ليبيريا وكوسوفو وأفغانستان ،

## أفلام
شارك روب في العديد من الأعمال السينمائية والتلفزيونية من أبرزها
- صداع الكحول عام 2009 ,
- لوراكس عام 2012 ,
- 21 شارع جامب عام 2012
- 22 جمب ستريت عام 2014
- الحرب مع الجد عام 2018

## وصلات خارجية
- روب ريجل على موقع IMDb (الإنجليزية)
- روب ريجل على موقع روتن توميتوز (الإنجليزية)
- روب ريجل على موقع ألو سيني (الفرنسية)
- روب ريجل على موقع ميوزك برينز (الإنجليزية)
- روب ريجل على موقع أول موفي (الإنجليزية)
- روب ريجل على موقع بوكس أوفيس موجو (الإنجليزية)
- روب ريجل على موقع قاعدة بيانات الأفلام السويدية (السويدية)
- روب ريجل على موقع إن إن دي بي (الإنجليزية)
- روب ريجل على موقع قاعدة بيانات الفيلم (الإنجليزية)
- روب ريجل على موقع كينوبويسك (الروسية)